# Crocus City Hall
Il Crocus City Hall (in russo Крокус Сити Холл?) è un auditorium adibito a centro teatrale e musicale, situato in Krasnogorsk nel oblast' di Mosca (a nord-ovest del centro di Mosca). L'edificio è stato inaugurato il 25 ottobre 2009.
La sala da concerto fa parte del complesso Crocus City, comprendente il centro commerciale Crocus City Mall ed Expo Crocus.
L'edificio è stato costruito nel 2009 per ospitare principalmente concerti, con una capacità di 6 200 persone. Tra gli interpreti degni di nota che si sono esibiti in concerto si annoverano Eric Clapton, a-ha, Joe Cocker, Elton John, Anastacia e Dua Lipa. Nel novembre 2013 ha ospitato il concorso Miss Universo.

## Attentato terroristico del 2024
La sera del 22 marzo 2024, durante la preparazione dell'esibizione della band Piknik, si è verificato un attacco terroristico sferrato da un gruppo armato ricollegabile allo Stato islamico del Khorasan che hanno aperto il fuoco sulla folla causando 137 vittime. L'edificio è stato temporaneamente chiuso in quanto gravemente danneggiato da un incendio.